# Wettberger Mühle
Die Wettberger Mühle ist eine ehemalige Windmühle in Wettbergen, einem Stadtteil von Hannover in Niedersachsen.
Ihr Standort wurde zum Namensgeber des angrenzenden Stadtteils Mühlenberg.

## Geschichte

Die Müllerfamilie vor der Mühle (um 1900)

Westlich der Hamelner Chaussee erstreckt sich auf alten Karten ein langgezogener Hügel namens auf dem Berge, heute der Mühlenberg, vom Tönniesberg bis an den Nordrand von Wettbergen.
Hier wurde Mitte des 19. Jahrhunderts eine Bockwindmühle errichtet.
Im Jahr 1874 wurde sie durch eine wahrscheinlich von der Peiner Mühlenbaufirma Tietz errichtete Holländerwindmühle ersetzt.
Da bereits im Jahr 1585 ein Wettberger Müller erwähnt ist, könnte es bereits damals eine Bockwindmühle beim Ort gegeben haben, die im 18. Jahrhundert nicht mehr vorhanden war.
Die Wettberger Windmühle wurde 1923 stillgelegt. Das Wohnhaus wurde zu einem Ausflugslokal umgebaut.
1947 wurde die Mühle verkauft und zu einer Motormühle umgerüstet.
Die Motormühle wurde 1967 endgültig stillgelegt.
Der mit einem Anbau erweiterte Mühlenkorpus wird als Wohngebäude genutzt.

## Beschreibung
Die Wettberger Mühle war ein Erdholländer.
Der achteckige Unterbau besteht aus Mauerwerk. Eine darin eingefügte Sandsteinplatte trägt die Jahreszahl 1874.
Der gleichfalls achtseitige konische Oberbau trug eine zwiebelförmige Kappe mit Jalousieklappenflügeln und einer Windrose.
Die Mühlentechnik hatte anfangs drei Mahlgänge, einen Sichter und Fahrstuhl.
Nach dem Umbau zur Motormühle Ende der 1940er Jahre gab es zwei Walzenstühle, einen Schrotgang, Plansichter und Reinigung.
Die Mühlenflügel waren sogenannte Simsonruten. Nach dem Umbau der Wettberger Mühle wurden sie 1948 an der Sorsumer Mühle angebracht. 1972 brachen dort beim Orkan Quimburga drei der Flügel, der letzte wurde beim Umbau zum Wohnhaus in den 1990er Jahren demontiert.

## Gaststätte
Bis zum Ausbau der Bundesstraße 217 um das Jahr 1980 gab es auf dem Nachbargrundstück der Mühle die Gaststätte „Wettberger Mühle“ an der Hamelner Chaussee. Diese nutzte das mit Saalanbauten erweiterte Müllerwohnhaus. Das Gebäude dient mittlerweile als Wohnhaus.

## Stadtteil Mühlenberg
Der Standort der Wettberger Mühle liegt am Südwesthang des bis zu 83 m ü. NHN hohen langgestreckten Hügels. Er gehört zur Gemarkung des 1974 als Stadtteil nach Hannover eingemeindeten Dorfs Wettbergen.
Beim knapp 100 Meter nördlich gelegenen höchsten Punkt begann die Gemarkung des 1913 nach Linden und mit diesem 1920 nach Hannover eingemeindeten Ricklingen. Unmittelbar nördlich der Gemarkungsgrenze wurde in den 1960er und 1970er Jahren ein neuer Stadtteil errichtet, der den Namen Mühlenberg erhielt.